# H.R. Pufnstuf
H.R. Pufnstuf est une série télévisée jeunesse américaine en 17 épisodes de 25 minutes, créée par Sid et Marty Krofft et diffusée entre le 6 septembre 1969 et le 27 décembre 1969 sur le réseau NBC.
Cette série est inédite dans tous les pays francophones.

## Distribution
- Jack Wild : Jimmy
- Lennie Weinrib (en) : H.R. Pufnstuf (voix)
- Joan Gerber : Freddy the Flute (voix)
- Joy Campbell et Angelo Rossitto : Cling et Clang
- Billie Hayes : Wilhelmina W. Witchiepoo

## Épisodes
1. The Magic Path
2. The Wheeley Bird
3. The Mechanical Boy
4. Show Biz Witch
5. Box Kite Paper
6. The Golden Key
7. The Birthday Party
8. The Horse with the Golden Throat
9. The Stand-In
10. Flute, Book and Candle
11. Dinner for Two Please Orson
12. You Can't Have Your Cake
13. A Tooth for a Tooth
14. The Visiting Witch
15. The Almost Election of Mayor Witchepoo
16. Whaddya Mean the Horse Gets the Girl?
17. Jimmy Who?